# 1846年教宗選舉秘密會議
1846年教宗選舉秘密會議因教宗額我略十六世在1846年6月1日離世後而召集舉行。會議從1846年6月14日開始，經過4輪投票後，樞機團選出喬凡尼·瑪利亞·馬斯塔伊·費雷提樞機為新教宗，並取名號為「庇護九世」。

## 樞機選舉人
儘管當時共有62位樞機，但由於有12位樞機因種種原因而無法出席，故此只有50位樞機能夠參與該次秘密會議。
| 樞機選舉人分布 |                                                                  |
| -------------- | ---------------------------------------------------------------- |
| 歐洲           | 62                                                               |
| 北美洲         | 0                                                                |
| 拉丁美洲       | 0                                                                |
| 非洲           | 0                                                                |
| 亞洲           | 0                                                                |
| 大洋洲         | 0                                                                |
| 出席選舉人     | 50                                                               |
| 缺席           | 12                                                               |
| 前任教宗       | 額我略十六世（1831年至1846年）                                   |
| 新任教宗       | 庇護九世（1846年至1878年）                                       |
| 否決權         | 奧地利皇帝斐迪南一世提出否決 若望·瑪利亞·馬斯塔伊·費雷提樞機失敗 |

以下為出席的部分樞機選舉人：
- 盧多維科·麥克拉（英语：Ludovico Micara），主教級樞機及樞機團團長
- 文森佐·麥基（英语：Vincenzo Macchi），主教級樞機及樞機團副團長
- 卡洛·奧皮佐尼（英语：Carlo Oppizzoni），司鐸級樞機及首席司鐸（英语：Protopriest）
- 托馬索·里瓦爾·斯福爾扎（英语：Tommaso Riario Sforza），執事級樞機、總務樞機及首席助祭（英语：Protodeacon）
- 若望·瑪利亞·馬斯塔伊·費雷提樞機，司鐸級樞機，後來當選成為教宗
- 路易吉·阿馬特·迪聖菲利波·伊索蘇（英语：Luigi Amat di San Filippo e Sorso），司鐸級樞機，後來成為樞機團團長

以下為缺席的樞機選舉人：
- 卡爾·卡傑丹·馮·加塞克（英语：Carlo Gaetano Gaisruck），司鐸級樞機
- 方濟各·哈維爾西恩富戈斯和霍韋亞諾斯（英语：Francisco Javier de Cienfuegos y Jovellanos），司鐸級樞機
- 雅各布·莫尼科（義大利語：Jacopo Monico），司鐸級樞機
- 普拉西多·瑪麗亞·塔迪尼（義大利語：Placido Maria Tadini），司鐸級樞機
- 恩格爾伯特·斯特克（英语：Engelbert Sterckx），司鐸級樞機
- 休·羅伯特·讓·查爾斯·德拉圖爾奧弗涅·勞拉奎斯（義大利語：Hugues-Robert-Jean-Charles de La Tour d'Auvergne-Lauraquais），司鐸級樞機
- 路易·雅克·莫里斯·德·貝納德（英语：Louis Jacques Maurice de Bonald），司鐸級樞機
- 弗里德里希·約翰·約瑟夫·聖境來施瓦岑貝格（英语：Friedrich Johannes Jacob Celestin von Schwarzenberg），司鐸級樞機
- 方濟各·迪·保拉·維拉丹尼（英语：Francesco di Paola Villadecani），司鐸級樞機
- 納齊奧西隆·喬瓦尼·卡多利尼（義大利語：Ignazio Giovanni Cadolini），司鐸級樞機
- 吉列爾梅·恩里克斯·德卡瓦略（葡萄牙語：Guilherme Henriques de Carvalho），司鐸級樞機
- 若瑟·伯納特（法语：Joseph Bernet）

原則上，参加選舉的樞機可以投票給任何已受洗的成年男性天主教徒（即樞機可以投票給非樞機者）。然而，自1378年以來都是樞機當選教宗。

## 選情

### 選舉過程
是次教宗選舉秘密會議有最少4位潛在教宗。保守派希望延續君主專制及教宗額我略十六世和國務樞機卿路易吉·蘭布魯希尼共同制定的嚴厲政策，但開明派則支持托馬索·帕斯克爾·吉莉齊和若望·瑪利亞·馬斯塔伊·費雷提並希望選出一個會改革教會的教宗。第四位潛在教宗為深受羅馬市民歡迎的樞機團團長盧多維科·麥克拉，但作為開明派的他從來沒有得到各樞機的支持。
吉莉齊樞機雖然得到法國政府的支持，但由於得不到各樞機的支持而令選舉秘密會議變成費雷提樞機和蘭布魯希尼樞機之爭。6月16日下午，樞機們召開第4輪投票，天主教伊莫拉教區主教若望·瑪利亞·馬斯塔伊·費雷提樞機得到在座最少三分之二樞機的支持而當選教宗。費雷提樞機於該輪投票擔任監察員。根據歷史學家的研究，當他讀出正式票數時，他顯得激動，因為他知道自己已經達到當選教宗的門檻。他一度向各樞機要求免除他作為監察員，但由於這樣做會令該輪投票無效，他並不被允許這樣做。結果，費雷提樞機成為少數向參與選舉秘密會議的樞機宣布自己當選教宗的監察員。
樞機團選出新教宗後，首席助祭卡洛·奧皮佐尼樞機登上奎里納萊宮的露台並向信眾以拉丁語宣布新教宗的姓名及名號。該拉丁語宣布如下：
|  | Annuncio vobis gaudium magnum: PAPAM HABEMUS! Eminentissimum ac Reverendissimum Dominum Ioannem Mariam Mastai Ferretti, Sanctæ Romanæ Ecclesiæ Presbyterum Cardinalem, qui sibi nomen imposuit Pius Nonus. |

中文翻譯如下：
|  | 我十分高興向你們宣布： 我們有了教宗！ 他是最傑出和最可敬的若望·瑪利亞·馬斯塔伊·費雷提， 神聖羅馬教會司鐸級樞機， 並以「庇護九世」作為他的名號。 |

### 運用否決權失敗
數位信奉天主教的君主有權否決某些樞機成為教宗。米蘭總教區總主教卡洛·卡杰坦·冯·盖斯吕克樞機代表奧地利皇帝斐迪南一世提出否決若望·瑪利亞·馬斯塔伊·費雷提樞機，但當佳士德樞機到達會場時，費雷提樞機已當選教宗。

### 未經官方證實的各輪投票結果
一些著作中則有記載投票結果。然而，這些選舉結果並沒有得到官方證實。樞機如要成功當選教宗，他必須最少要得到34票。
| 樞機                        | 第1輪投票 | 第2輪投票 | 第3輪投票 | 第4輪投票 |
| --------------------------- | --------- | --------- | --------- | --------- |
| 路易吉·蘭布魯希尼           | 15        | 13        | 11        | 10        |
| 若望·瑪利亞·馬斯塔伊·費雷提 | 13        | 17        | 27        | 36        |
| 票數不詳                    | 22        | 20        | 12        | 4         |
| 投票結果                    | 失敗      | 失敗      | 失敗      | 成功      |

## 後續
1846年6月21日，庇護九世於聖伯多祿大殿以三重冕加冕，正式成為天主教第255任教宗。這次教宗選舉秘密會議亦於庇護九世加冕後正式完結。他是自首任教宗聖伯多祿以來就任時間最長的教宗，任期長達31年。1870年，教宗國滅亡，庇護九世退至梵蒂岡居住並自稱「梵蒂岡之囚」直至於1878年離世為止。

## 資料來源
1. 1 2 3 4 5 6 7  . The Hierarchy of the Catholic Church.   [2017-05-02]. （原始内容存档于2016-12-07） （英语）.
2. ↑  Editors of Encyclopædia Britannica. . Encyclopædia Britannica.   [2017-05-04]. （原始内容存档于2015-12-25） （英语）.
3. 1 2  John Paul Adams. . California State University Northridge.   [2017-05-04]. （原始内容存档于2016-03-04） （英语）.
4. ↑  Eamon Duffy. . Yale University Press. 1997: 222 （英语）.
5. 1 2 3 4 5  Valérie Pirie. . Pickle Publishing.   [2017-05-02]. （原始内容存档于2016-03-04） （英语）.
6. ↑  Maurizio Marocco. . Eredi Botta. 1856: 第158頁  [2017-05-04]. （原始内容存档于2017-06-14） （意大利语）.
7. ↑  Salvador Miranda. . Florida International University.   [2017-05-04]. （原始内容存档于2016-03-05） （英语）.
8. ↑  Eugenio Cazzani. . Milan: Massimo. 1996: 第266至269頁 （意大利语）.
9. ↑  . The Holy See.   [2017-05-03]. （原始内容存档于2016-10-17） （英语）.
10. ↑  . New Advent.   [2017-05-03]. （原始内容存档于2017-03-08） （英语）.
11. ↑  . Catholic Hierarchy.   [2017-05-03]. （原始内容存档于2016-03-04） （英语）.
12. ↑  John R.G. Hassard. . Cor Jesu Sacratissimum. 2014-02-06  [2017-05-03]. （原始内容存档于2017-01-06） （英语）.